# Montee Ball
Montee Ball Junior (ur. 5 grudnia 1990 w McPherson w stanie Kansas) – amerykański zawodnik futbolu amerykańskiego, grający na pozycji running back. W rozgrywkach akademickich NCAA występował w drużynie Wisconsin Badgers.
W roku 2013 przystąpił do draftu NFL. Został wybrany w drugiej rundzie (58. wybór) przez zespół Denver Broncos. W drużynie ze stanu Kolorado występuje do tej pory.